# شلحه (خرمشهر)
شلحه (خرمشهر)، روستایی از توابع بخش مرکزی شهرستان خرمشهر در استان خوزستان ایران است.
دهیار:امیرحسین تمیمی
از سال ۱۳۹۶تاکنون

## جمعیت
این روستا در دهستان حومه‌شرقی قرار دارد و براساس سرشماری مرکز آمار ایران در سال ۱۳۸۵، جمعیت آن ۲۹۷ نفر (۵۱خانوار) بوده‌است.